# Antonino Cuffaro
Antonino Cuffaro (Sambuca di Sicilia, 21 aprile 1932 – Trieste, 20 luglio 2019) è stato un politico italiano, storico esponente del Partito Comunista Italiano.

## Biografia
Nato a Sambuca di Sicilia, figlio di Domenico, guida del movimento dei contadini e dei minatori siciliani e dirigente CGIL in provincia di Agrigento, dove più volte venne minacciato dalla mafia.
Antonino, dopo aver conseguito la laurea in Ingegneria, si trasferì in Friuli-Venezia Giulia, dove visse ad Aquileia con la moglie fino alla morte. Assunto in un cantiere navale, venne licenziato per le sue idee comuniste. Per mantenere la famiglia assunse una cattedra di ingegneria presso l'Istituto Tecnico "Alessandro Volta" di Trieste, impegnandosi anche in attività professionali di consulenza in campo ingegneristico.
In quel periodo si iscrisse al Partito Comunista Italiano, dove nel 1962 divenne consigliere comunale a Trieste e resta fino al 1972; fu anche consigliere regionale del Friuli-Venezia Giulia (1967-1976). In quegli anni fu segretario della Federazione autonoma di Trieste e poi segretario regionale del Friuli-Venezia Giulia. Nel 1969 entrò nel Comitato centrale comunista, dove resterà fino al 1991, anno di scioglimento del PCI.

### Elezione alla Camera
Tra il 1976 e il 1987 è stato membro della Camera dei deputati per tre legislature e negli stessi anni (1979-1988) fu responsabile per la Ricerca Scientifica e Tecnologica nella Direzione Nazionale del PCI, ruolo che gli permetterà di organizzare la I Conferenza Nazionale sulla Scienza promossa da un partito politico. Dal 31 maggio 1977 al 19 giugno 1979 partecipò ai lavori della commissione speciale della Camera per la ricostruzione delle zone del Friuli-Venezia Giulia e della regione Veneto colpite dal terremoto del 1976.
Si oppose alla svolta della Bolognina e contribuì dal 1991 alla nascita di Rifondazione Comunista.
Nel 1993 Cuffaro venne candidato alla segreteria del PRC in opposizione alla candidatura, risultata poi vincente, di Fausto Bertinotti.

### Elezione al Senato e nascita del PdCI
Alle elezioni politiche del 1994 viene candidato al Senato della Repubblica ed eletto nel collegio uninominale di Marino, diventando successivamente coordinatore della segreteria nazionale di Rifondazione Comunista fino al 1996.
Non rieletto nel 1996, nel 1998 fu tra i comunisti che avrebbero voluto salvare il primo governo di Romano Prodi e aderì così al Partito dei Comunisti Italiani.

### Sottosegretario per la Ricerca Scientifica
Venne nominato Sottosegretario alla ricerca scientifica nel Governo D'Alema I e nel Governo D'Alema II, incarico che manterrà anche con il successivo Governo Amato II, durante il quale vennero notevolmente ampliate le sue deleghe.
Durante l'incarico di governo, Antonino Cuffaro promosse con decisione il coordinamento, la programmazione e la valutazione della ricerca scientifica nazionale, contribuendo a far innalzare la percentuale di PIL destinata al finanziamento della attività di ricerca universitaria. Con lui venne varato il primo programma nazionale della ricerca e furono avviati importanti provvedimenti per la ricerca di base e industriale, nonché per il reclutamento, dopo 18 anni di blocco, di numerosi ricercatori tramite concorso e il ritorno in Italia di scienziati che avevano dovuto emigrare all'estero. Restò sottosegretario fino al giugno 2001.

### Elezione a presidente del PdCI
Fu altresì, sino all'aprile 2007, segretario del Comitato regionale del P.d.C.I. del Friuli-Venezia Giulia, oltre che responsabile nazionale del dipartimento università e ricerca scientifica.
In occasione del IV Congresso nazionale, nel 2007 fu eletto all'unanimità presidente del P.d.C.I. in sostituzione di Armando Cossutta, dove restò presidente del partito fino al luglio 2013.

### Sigillo trecentesco e morte
Nel 2012 ricevette il sigillo trecentesco dall’allora sindaco di Trieste Roberto Cosolini per il ruolo di promozione nella città, così come in tutta Italia, della ricerca scientifica.
Si spense a Trieste il 20 luglio 2019. La cerimonia funebre ebbe luogo sette giorni dopo nel municipio del capoluogo giuliano, la cui camera ardente è stata allestita nell'Aula del consiglio comunale, dove erano presenti tantissimi cittadini, amministratori locali, politici, giornalisti, rappresentanti del mondo scientifico, amici e estimatori.